# إيفا هاريس
إيفا هاريس (بالإنجليزية: Eva Harris)‏ هي عالمة فيروسات أمريكية، ولدت في 1965.